# Hermann von Fürst

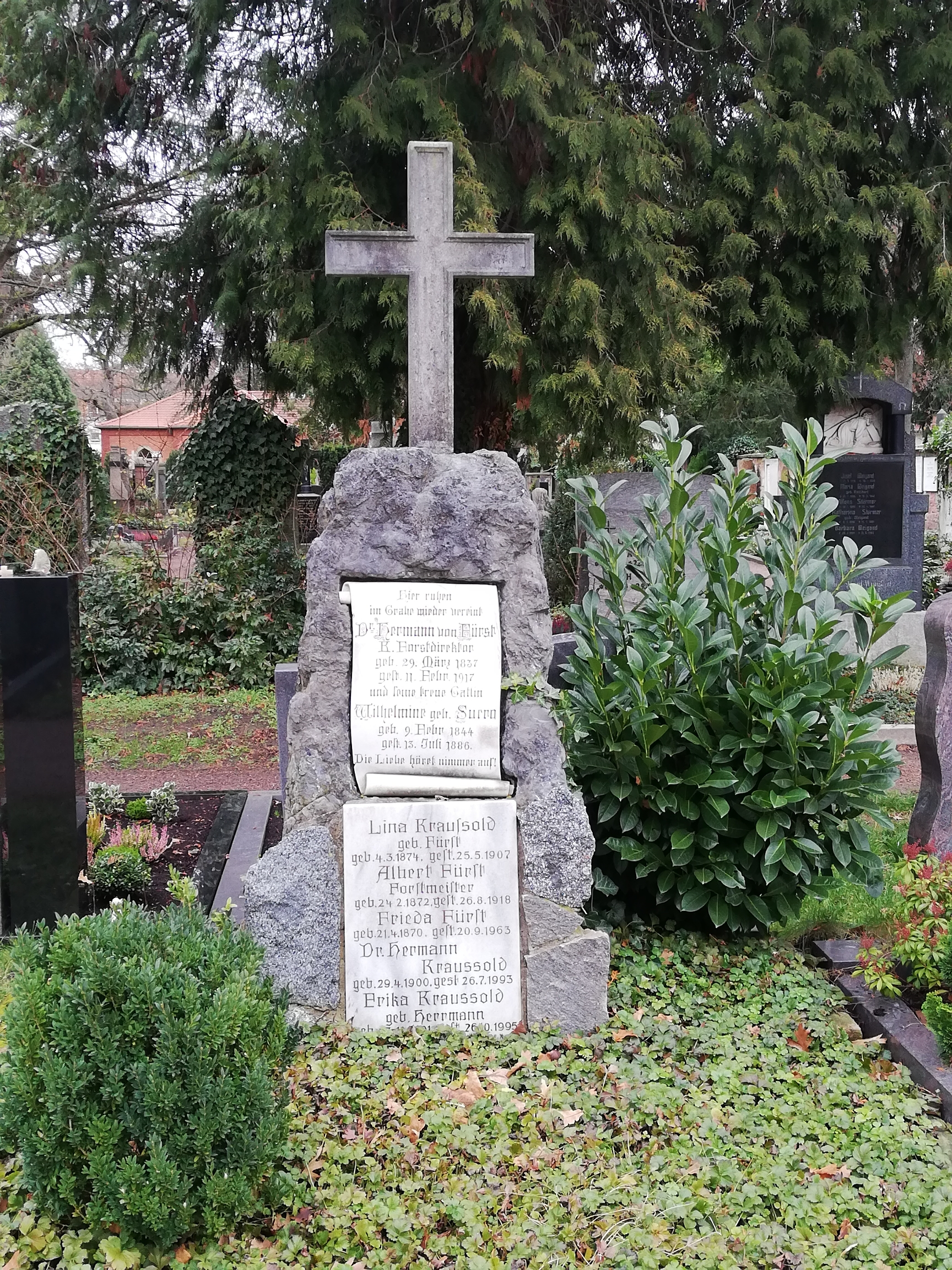
Grabstätte auf dem Altstadtfriedhof in Aschaffenburg

Hermann Fürst, später Ritter von Fürst (* 29. März 1837 in Ansbach; † 11. Februar 1917 in Aschaffenburg), war ein deutscher Forstwissenschaftler und letzter Direktor der Forstlichen Hochschule Aschaffenburg.

## Leben
Fürst wurde 1837 in Ansbach als Sohn eines Pfarrers geboren. Nach dem Besuch der Lateinschule in Kitzingen und der Gewerbeschule in Nürnberg nahm er das Studium an der Forstlehranstalt Aschaffenburg auf, wo er Mitglied des Corps Arminia wurde. An der Universität Würzburg schloss er seine Ausbildung ab. Im Oktober 1857 trat er in die forstliche Praxis ein. 1860 bestand er das Staatsexamen. Von 1865 bis 1867 wurde er als Forstamtsassistent in Berchtesgaden, 1867 bis 1874 im inneren Dienst bei der Regierung in Ansbach beschäftigt. Es folgten Stationen als Oberförster in Berg und als Kreisforstmeister bei der Regierung in Regensburg (1878). Noch im Jahr seiner Versetzung nach Regensburg wurde Hermann Fürst zum Direktor und Professor an der gerade reorganisierten Forstlehranstalt (ab 1899: Forstliche Hochschule) in Aschaffenburg berufen. 1885 wurde er zum Regierungsrat, 1892 zum Oberforstrat befördert. Er veröffentlichte mehrere forstwissenschaftliche Schriften und war ab 1897 Herausgeber des Forstwissenschaftlichen Centralblatts. Im Jahr 1901 wird er als Vorsitzender der Abteilung Aschaffenburg der  Deutschen Kolonialgesellschaft genannt. Mit der Aufhebung der Forstlehranstalt und Verlegung der forstlichen Studien nach München (1910) trat er in den Ruhestand. Er starb im Februar 1917. Seine letzte Ruhestätte fand er auf dem Altstadtfriedhof Aschaffenburg.

## Veröffentlichungen
- Pflanzenzucht im Walde. Berlin, 4. Aufl. 1907
- Die Lehre vom Waldschutz. Berlin, 6. Aufl. 1902
- Die Waldungen in der Umgebung von Aschaffenburg. Aschaffenburg 1884
- Plänterwald oder schlagweiser Hochwald. Eine forstliche Tagesfrage. Berlin 1885
- Deutschlands nützliche und schädliche Vögel. Berlin 1893
- Chronik der Forstlehranstalt Aschaffenburg. Aschaffenburg 1894